# 渤海船舶重工
渤海船舶重工有限責任公司（ぼっかいせんぱくじゅうこう-ゆうげんせきにんこうし）は中華人民共和国葫芦島市竜港区に立地する造船会社。国有持株会社の中国船舶重工集団公司（CSIC）の上場中間持株会社である中国船舶重工股份有限公司の子会社。

## 概要
渤海に面する葫芦島市に立地し、50年代に国営造船廠として設立された。
中ソ対立が表面化した後にロメオ型潜水艦を建造したほか、90年代以降に035型の改良型を建造した。中国初の原子力潜水艦である091型や弾道ミサイル原子力潜水艦の092型を建造し、以降中国が開発した原子力潜水艦の全てをこの造船施設が建造してきた。
商船については軍事機密保護を理由に萌芦島港は外国船舶の停泊が許可されないため、外国船舶の修繕業務はほとんど望めず外国船舶は新造船にほぼ限られるが、施設の造修船能力は高く国内有数の建造量を誇る。
シンクロリフトとトラバーサーを使用し７隻同時に造修船が可能な、中国最大面積の7スパン屋内船台を保有する。
2013年の建造量は1,769,700DWT、建造量国内シェア3.9%で4位であった。

## 沿革
- 1954年、「遼寧渤海造船廠」が設立。
- 1994年、中国の工業標準認証団体の中国新時代品質体系認証センターからISO9002の認証を受ける。
- 1996年、外国貿易権を付与された葫芦島渤海造船輸出入有限公司を設立し、子会社とする。
- 1999年、全国造船廠管理組織の中国船舶工業総公司は、中国船舶工業集団公司（CSSC）と中国船舶重工集団公司（CSIC）に分割され、遼寧渤海造船廠はCSICの管轄となる。
- 1999年、中国の工業標準認証団体の中国新時代品質体系認証センターから国内標準、軍事工業標準の認証を受ける。
- 2001年7月、「渤海船舶重工有限責任公司」に社名変更し、国営事業体から国有の有限責任公司（経営権を付与された国有企業）となる。
- 2001年12月　中国遠洋運輸集団総公司（COSCO）向け15.9万DWTプロダクトタンカー起工。
- 2002年、ISO9001-2000の認証を受ける。
- 2007年7月、30万DWT級ドックが完成。
- 2009年2月、29.7万DWT、VLCCタンカー竣工。
- 2009年12月、38.8万DWT、VLCCタンカー起工。
- 2010年、2基目の30万DWT級ドックが完成。
- 2010年4月、渤海船舶重工有限責任公司は、軍事関連事業を分離して渤海造船廠集団有限公司を設立し、中国船舶重工集団公司（CSIC）の直接の子会社とした。渤海船舶重工有限責任公司自身は、上場中間持株会社の中国船舶重工股份有限公司の子会社となる[5]。

## 子会社
- 葫芦島渤海造船輸出入有限公司
- 渤海機械工程有限公司